# Halle-hôtel de ville de Saint-Clar
La halle-hôtel de ville de Saint-Clar est un édifice communal de Saint-Clar (Gers), en région Occitanie, construit en 1818.

## Situation
La halle-hôtel de ville se situe au centre de la place de la Mairie, une place entourée de maisons à arcades (ou garlandes), situation typique des bastides du Sud-Ouest de la France.

## Historique

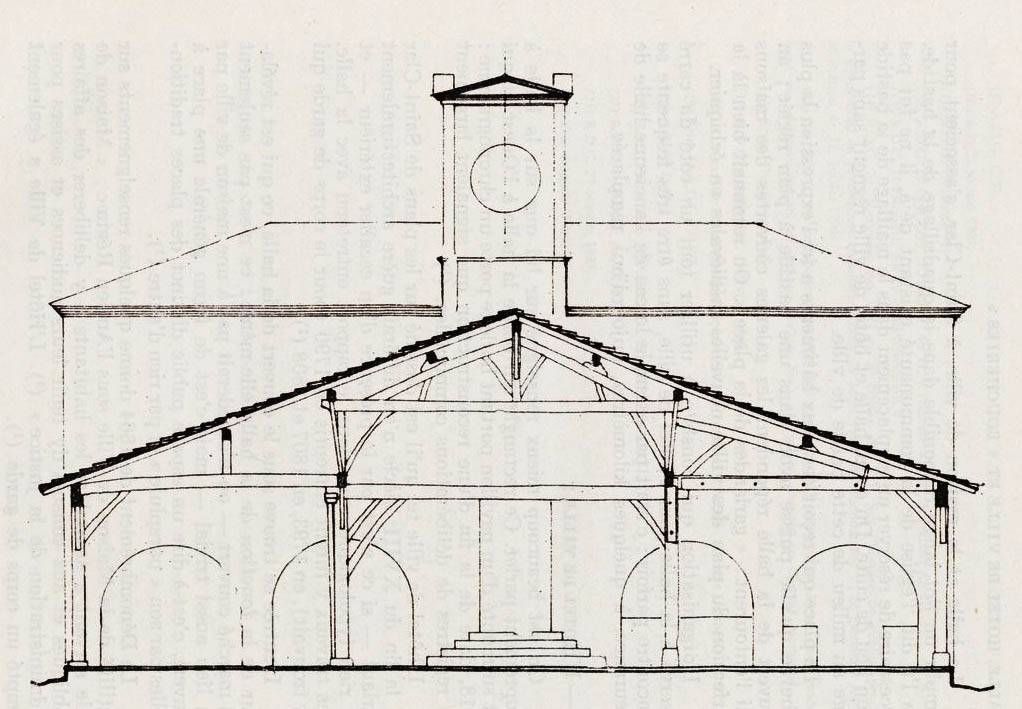
Plan, XIXe siècle

La maison commune a été construite en 1818, comme indiqué par la date gravée, peut-être en remplacement d'un bâtiment plus ou moins identique beaucoup plus ancien. La halle préexistait, sans qu’il soit possible de la dater avec précision car la construction en bois faisait l’objet de réfections fréquentes. Les documents anciens font état d’un gros pilier de pierre central qui devait avoir pour fonction l’affichage des proclamations municipales. La halle elle-même n’avait pas nécessairement vocation à abriter un marché, mais plutôt les réunions et délibérations publiques.
La halle-hôtel de ville est inscrite au titre des monuments historiques le 26 mai 1986.

## Architecture

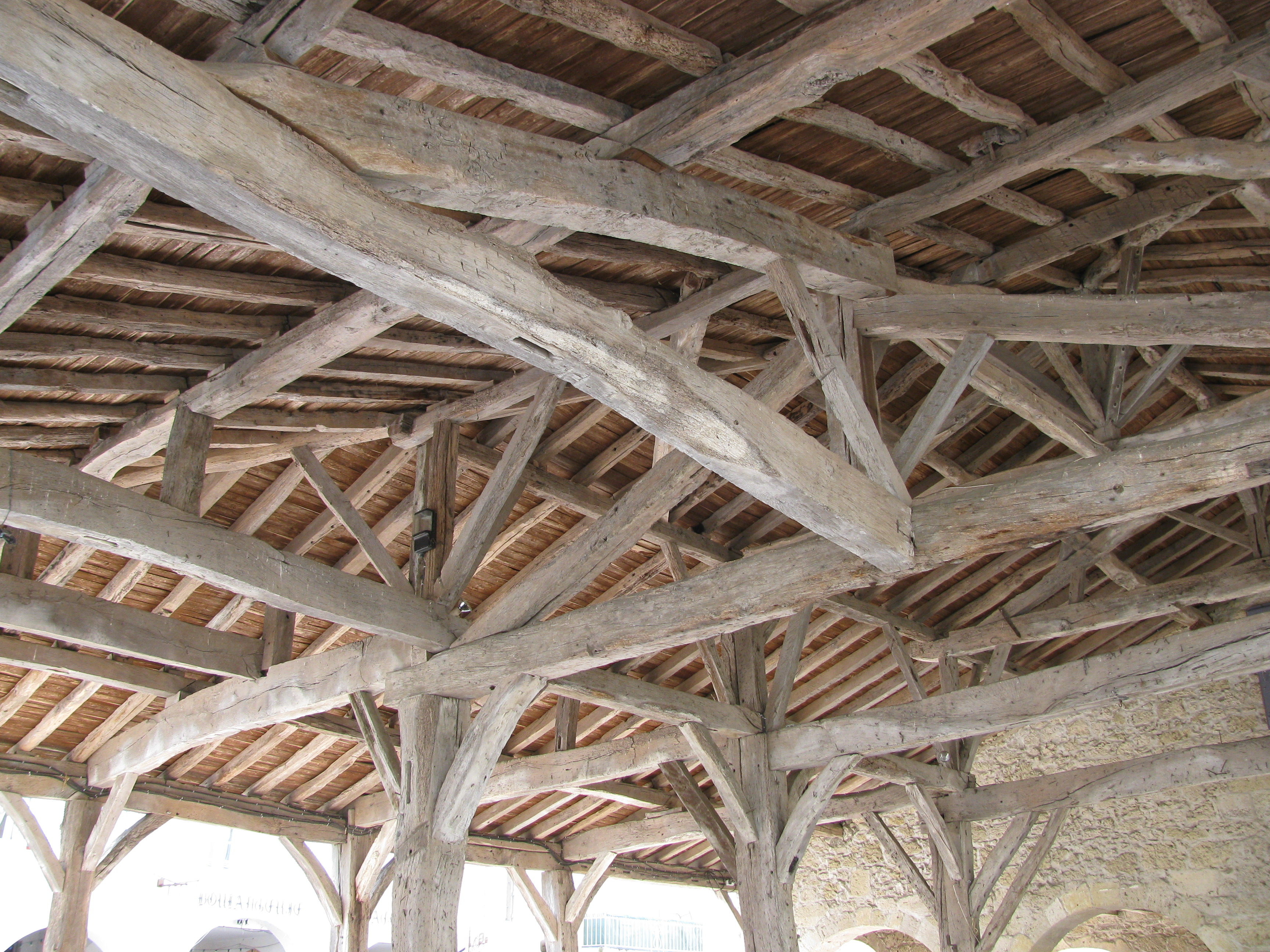
Charpente

Le bâtiment de la mairie, en pierre calcaire du pays, est à un étage. La partie sud du bâtiment est percée par une série d'arcades. La porte principale, à laquelle on accède par quatre marches sous la partie couverte de la halle, s'ouvre sur un escalier menant à l'étage. Au-dessus se trouve un campanile carré, rajouté dix ans après, cantonné aux angles de colonnes engagées et surmonté sur chaque face d'un fronton triangulaire. La face au-dessus de la halle porte une horloge. Enfin une cloche sur un support de ferronnerie domine le tout.
La halle, bâtie en avant de la mairie, repose sur des poteaux en bois, six d'un côté, quatre de l'autre, sur socles de pierre, soutenant une charpente à quatre pentes en tuiles canal.